# Pandivirilia eximia
Pandivirilia eximia är en tvåvingeart som först beskrevs av Johann Wilhelm Meigen 1820.  Pandivirilia eximia ingår i släktet Pandivirilia och familjen stilettflugor. Arten är reproducerande i Sverige. Inga underarter finns listade i Catalogue of Life.